# Дейч (лунный кратер)
Кратер Дейч (лат. Deutsch) — большой древний ударный кратер в северном полушарии обратной стороны Луны. Название присвоено в честь американского астронома и писателя-фантаста Армина Дейча (1918—1969) и утверждено Международным астрономическим союзом в 1970 г. Образование кратера относится к донектарскому периоду.

## Описание кратера

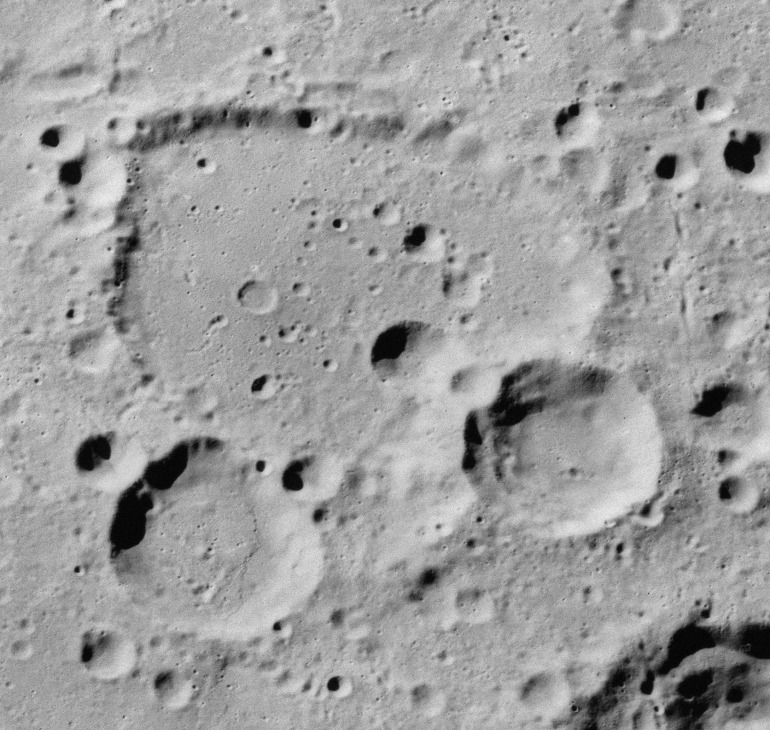
Снимок с борта Аполлона-16.

Ближайшими соседями кратера являются кратер Артамонов на западе-северо-западе; кратер Эспин на севере; кратер Сейферт на севере-северо-востоке; кратер Ползунов на востоке-северо-востоке; кратер Олькотт на юго-востоке; кратер Чан-Хэн на юге и кратер Малый на западе-юго-западе. На северо-западе от кратера находится цепочка кратеров Артамонова. Селенографические координаты центра кратера 24°21′ с. ш. 110°55′ в. д. / 24,35° с. ш. 110,91° в. д., диаметр 73,3 км, глубина 2,7 км.
За длительное время своего существования кратер подвергся значительному разрушению. Форма кратера напоминает сердце – в западной части кратера находится выступ, восточная часть перекрыта сателлитным кратером Дейч F (см. ниже). К южной части кратера примыкает сателлитный кратер Дейч L. Вал кратера Дейч сравнительно низкий, значительно повреждённый, в юго-восточной части практически полностью разрушенный. Высота вала над окружающей местностью достигает 1260 м, объём кратера составляет приблизительно 3800 км³. Дно чаши сравнительно ровное, отмечено множеством кратеров различного размера. Вдоль западной границы кратера проходит светлый луч от кратера Джордано Бруно.

## Сателлитные кратеры
| Дейч | Координаты                                              | Диаметр, км |
| ---- | ------------------------------------------------------- | ----------- |
| F    | 24°22′ с. ш. 112°22′ в. д. / 24,37° с. ш. 112,37° в. д. | 29,8        |
| L    | 22°44′ с. ш. 111°26′ в. д. / 22,74° с. ш. 111,43° в. д. | 31,3        |

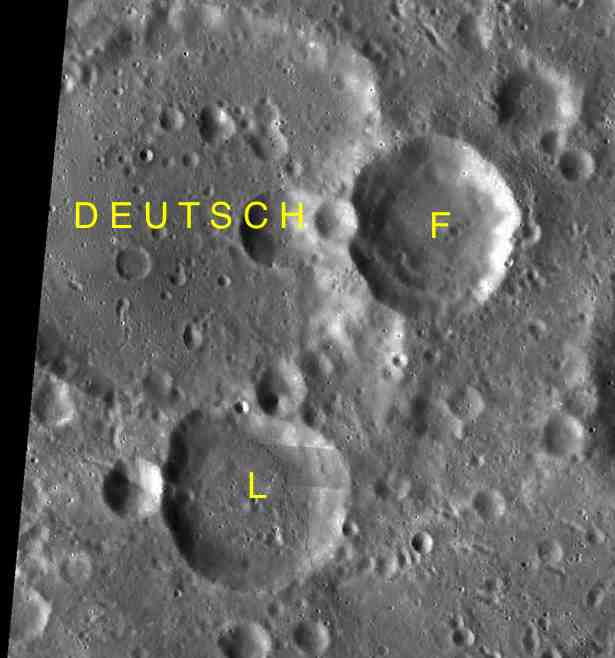
Фрагмент карты LAC-47.

- Образование сателлитных кратеров Дейч F и L относится к нектарскому периоду[1].